# توماس غرانت
توماس غرانت (بالإنجليزية: Thomas Grant)‏ من مواليد (31 مايو عام 1995، بأبردين في المملكة المتحدة ) هو لاعب كرة قدم بريطاني في مركز الوسط. لعب مع نادي فالكيرك وفليتوود تاون ونادي اربوراث.

## وصلات خارجية
- توماس غرانت على موقع قاعدة بيانات كرة القدم.إي يو (الإنجليزية)
- توماس غرانت على موقع Soccerbase.com (لاعب) (الإنجليزية)
- توماس غرانت على موقع Soccerway.com (الإنجليزية)